# Pavel Korine
Pour les articles homonymes, voir Korine.
Pavel Dmitrievitch Korine (en russe : Па́вел Дми́триевич Ко́рин), né le 25 juin 1892 (7 juillet dans le calendrier grégorien) à Palekh, mort le 22 novembre 1967 à Moscou, est un peintre russe et soviétique, célèbre pour ses compositions de grandes proportions et son réalisme impressionnant.

## Biographie
Il a eu comme professeur à l'école de peinture, de sculpture et d'architecture de Moscou, Alexeï Stepanov (1858-1923).

## Œuvre
Son œuvre la plus connue est Adieu à la Russie d'abord intitulée Requiem pour la Russie, où il peint une foule de prêtres, d'évêques, de religieux et de religieuses orthodoxes s'en allant. Il est l'auteur aussi du triptyque d'Alexandre Nevski, des mosaïques de la station de métro de Moscou Komsomolskaïa et de la station Smolenskaïa, des vitraux de la station Novoslobodskaïa.
Il participa à la décoration de l'église du couvent des Saintes-Marthe-et-Marie (Moscou) et était un grand collectionneur d'icônes.
À la fin de 1945, début 1946, Pavel Korine est dépêché à Berlin pour faire le portrait du
Maréchal Joukov. Il réalise un travail de bonne facture représentant Joukov en uniforme couvert de décorations. Il réalise aussi un autre tableau aux dimensions considérables qu'il achève en trois mois. Il n'y a pas de trace du commanditaire de ce tableau. Joukov y est représenté en Georges le Victorieux, protecteur de la Russie. Son cheval blanc Koumir se cabre devant le Reichstag en flamme et piétine l'étendard nazi. Selon le biographe Jean Lopez la symbolique religieuse  et impériale auquel cette toile renvoie est inimaginable à l'époque Staline et le mystère du nom du commanditaire reste entier.
On lui attribue un prix Staline en 1952, pour les mosaïques de la station de métro Komsomolskaïa. Il fut nommé maître des arts de l'URSS en 1962 et reçut le prix Lénine en 1963, et enfin l'ordre de Lénine en 1967.
Pavel Korine est inhumé au cimetière de Novodevitchi.

## Mémoire
En 1968, à Moscou, est ouverte la Maison-musée Pavel Korine, au n° 16 de la rue Malaïa Pirogovskaïa. C'est une filiale de la Galerie Tretiakov. Y sont exposées de nombreuses œuvres parmi lesquelles des icônes russes anciennes. Mais en  2009 le musée a été fermé pour transformation. Les moyens financiers manquent. En 2016, la ville de Moscou a accepté une partie des projets de restauration.
Il existe également une maison-musée Korine à Palekh.

### Quelques œuvres
- 1928 : Ma Patrie
- 1932 : Les Yeux du sauveur
- 1931 : Portraits des Chourakov, père et fils, esquisse du tableau Russie du temps jadis. Huile sur toile, 204 × 142 cm, Galerie Tretiakov
- 1931 : Portrait de frère Ivan, prêtre à Palekh
- 1933 : Étude de mendiant pour « Adieu à la Russie »,
- 1935 : Esquisse de la religieuse Famar
- 1935 à 1959 : Adieu à la Russie, œuvre préparatoire: la dernière célébration de Pâques à la collégiale de l'Assomption de Moscou
- 1937 : Portrait de Maxime Gorki, huile sur toile. Musée de la librairie centrale à Moscou
- 1937 : Portrait du métropolite Serge de Moscou, huile sur toile, Galerie Tretiakov
- 1939 : Portrait d'Alexis Tolstoï, huile sur toile, Musée Russe de Saint-Pétersbourg
- 1940 : Portrait de Nadejda Pechkova
- 1942 : Alexandre Nevski, 101 × 72,5 cm, panneau central du triptyque Alexandre Nevski. Une autre représentation d'Alexandre Nevsky se trouve dans le triptyque
- 1943 : Ballade nordique, panneau gauche du triptyque Alexandre Nevski. Huile sur toile, 275 × 250 cm, Galerie Tretiakov
- 1943 : Une vieille épopée
- 1944 : Portrait de l'archidiacre Mikhaïl Kholmogorov, huile sur toile, musée d'art du Kazakhstan à Almaty
- 1945 : Portrait du maréchal Joukov, huile sur toile, 107 × 97 cm, Galerie Tretiakov
- 1947 : Portrait de Sergueï Konionkov, Huile sur toile, 108 × 100 cm, Galerie Tretiakov
- 1949 : Portrait du maréchal maréchal Joukov. Dans cette version il est à cheval.

- Dates non trouvées:
- Vieil homme, esquisse pour Adieu à la Russie
- Les Koukryniksy
- Lénine prenant la parole sur la Place Rouge, mosaïque, station de métro Komsomolskaïa à Moscou
- Paix à travers le Monde, mosaïque, station de métro Novoslobodskaïa. Cette station est aussi éclairée par plusieurs vitraux qu'il a dessinés
- Alexandre Nevsky, mosaïque, marbre, granit, station de métro Komsomolskaïa (ligne Koltsevaïa) à Moscou

### Illustrations

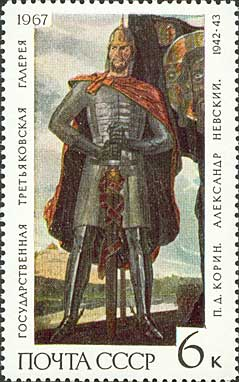
Timbre soviétique édité en 1967 représentant Alexandre Nevsky, détail du triptyque de la Ballade nordique (1942)
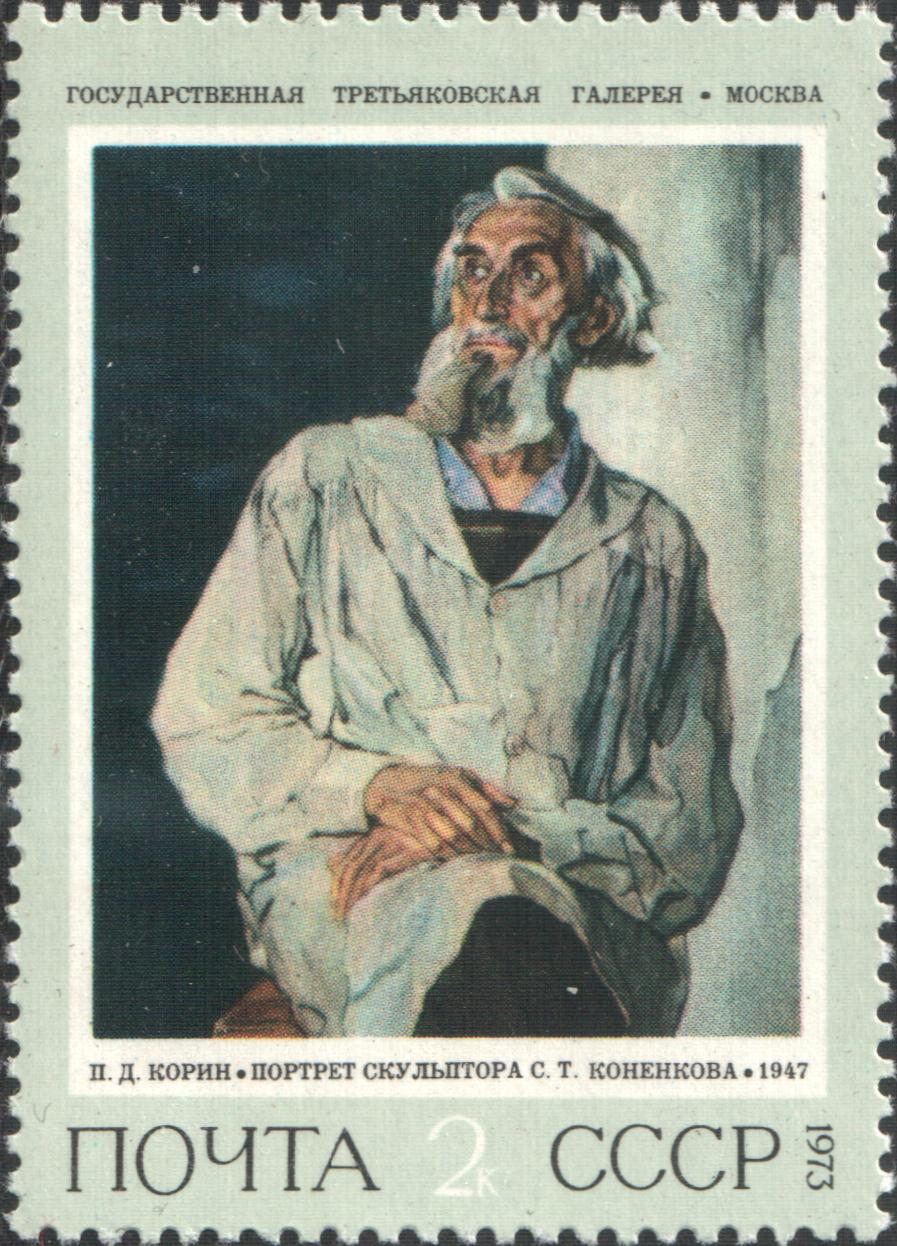
Timbre soviétique édité en 1972 représentant le portrait du sculpteur Konionkov (galerie Tretiakov)